# Stefan Djurhuus
Stefan Reinert Djurhuus (født 7. april 1990 på Amager) er en forhenværende cykelrytter fra Danmark. Han er ansat som online manager hos Stauning Whisky, og er medvært og medejer af cykelpodcasten Veloropa.
Som aktiv cykelrytter kørte Djurhuus for de danske kontinentalhold Team Almeborg-Bornholm og Riwal Platform Cycling Team.